# 钻丝溲疏
钻丝溲疏（学名：Deutzia mollis）为虎耳草科溲疏属下的一个种。其种加词“mollis ”意为“柔软的”。